# Galactia acapulcensis
Galactia acapulcensis är en ärtväxtart som beskrevs av Joseph Nelson Rose. Galactia acapulcensis ingår i släktet Galactia och familjen ärtväxter. Inga underarter finns listade i Catalogue of Life.